# Про що говорять незнайомці (фільм)
Про що говорять незнайомці (ісп. Bajo terapia) — іспанська драма 2023 року режисера Херардо Ерреро за п’єсою Матіаса дель Федеріко. Фільм про стосунки в парах: що приховують люди, коли вступають в стосунки і про що говорять, коли більше 20 років разом?  Відвертість, брехня, напруженість, нерозуміння, гнів, злість, насилля, - весь спектр емоцій та неочікувана розв'язка.
У головних ролях: Малена Альтеріо, Александра Хіменес, Феле Мартінес, Антоніо Пагудо, Єва Угарте та Хуан Карлос Веллідо.

## Сюжет
Сюжет розповідає про три проблемні пари, яких збирає психотерапевтка Антонія та дає їм набір інструкцій для їхньої терапії будучи сама відсутня. Що за питання обговорюють незнайомці на сеансі групової терапії без психотерапевтки, як вони ладнають і які відкриваються таємниці? Особливо, коли виявляється, що пари - не пари... 

## Актори
- Малена Альтеріо — Марта
- Александра Хіменес — Лаура
- Феле Мартінес — Даніель
- Антоніо Пагудо — Естебан
- Єва Угарте — Карла
- Хуан Карлос Веллідо — Роберто

## Виробництво
Фільм створений Tornasol і Alcaraván Films за участю Movistar Plus+ і підтримки Gobierno de Navarra. Був повністю знятий в Ла Каса де лас Гомас у Памплоні та його околицях.

## Реліз
Фільм було представлено на 26-му кінофестивалі в Малазі 12 березня 2023 року. Розповсюджений Syldavia Cinema, вийшов у прокат в Іспанії 17 березня 2023 року.

## Подяки
| Рік  | Номіновано                  | Категорія             | Результат | Посилання |
| ---- | --------------------------- | --------------------- | --------- | --------- |
| 2023 | 26-й кінофестиваль у Малазі | Спеціальний приз журі | Перемога  | [ 6 ]     |